# Pahavalla
Pahavalla es una aldea del municipio de Saaremaa, que está ubicado en el condado de Saare, Estonia. Según el censo de 2021, tiene una población  de 16 habitantes.